# エフライン・フアレス
エフライン・フアレス・バルデス（Efraín Juárez Valdéz, 1988年2月22日 - ）は、メキシコ・メキシコシティ出身の元同国代表サッカー選手。現役時代のポジションは主にサイドバック。

## 経歴

### クラブ
2001年に地元のUNAMプーマスのユースチームに入団し、サイドバックとしての才能を開花させる。2006年にはFCバルセロナBに引き抜かれ、スペインへと旅立つも十分な力を発揮できず、2008年にUNAMプーマスへと復帰、この際にトップチームの一員として契約している。
2010年7月17日にスコットランドのセルティックFCに移籍。2011年7月28日、スペインのレアル・サラゴサにレンタル移籍。

### 代表
メキシコ代表としては2005年のU-17メキシコ代表への招集を皮切りに、年代別代表のディフェンスリーダーとして活躍。[2009年6月28日のグアテマラ戦でA代表デビューを果たし、2006 FIFAワールドカップにて不動のレギュラーの座を築いたリカルド・オソリオからポジションを奪取した。2011 CONCACAFゴールドカップグループリーグ第1戦のエルサルバドル戦で代表初得点となる先制ゴールを挙げた。

## 代表歴

### 出場大会
- メキシコ代表
  - 2010 FIFAワールドカップ

### 試合数
- 国際Aマッチ 39試合 1得点（2009年-2012年）[1]

| メキシコ代表 | 国際Aマッチ | 国際Aマッチ |
| 年           | 出場        | 得点        |
| ------------ | ----------- | ----------- |
| 2009         | 9           | 0           |
| 2010         | 16          | 0           |
| 2011         | 13          | 1           |
| 2012         | 1           | 0           |
| 通算         | 39          | 1           |

## タイトル

### クラブ
UNAMプーマス
- プリメーラ・ディビシオン クラウスーラ2009

クラブ・アメリカ
- プリメーラ・ディビシオン クラウスーラ2013

CFモンテレイ
- プリメーラ・ディビシオン アペルトゥーラ2017

### 代表
メキシコ代表
- FIFA U-17世界選手権 2005
- CONCACAFゴールドカップ 2009, 2011